# Juldarigi
Juldarigi (en coreano 줄다리기, también chuldarigi) es un deporte coreano tradicional similar al juego de la soga. Tiene un ritual y importancia adivinatoria para muchas comunidades agrícolas del país, y se practica en festivales y reuniones comunitarias. El deporte utiliza dos enormes cuerdas de paja de arroz, conectadas por una clavija centra, de las que tiran los equipos, que representan los lados este y oeste del pueblo (la competición está a menudo amañada a favor del equipo occidental). Antes  y después de la propia competición, se ejecutan una serie  de  rituales religiosos y tradicionales.
Varias zonas de Corea tienen sus propias variaciones distintas de juldarigi, y se encuentran otras variedades del juego de la soga, relacionadas con la agricultura  en comunidades rurales por todo el sudeste asiático.

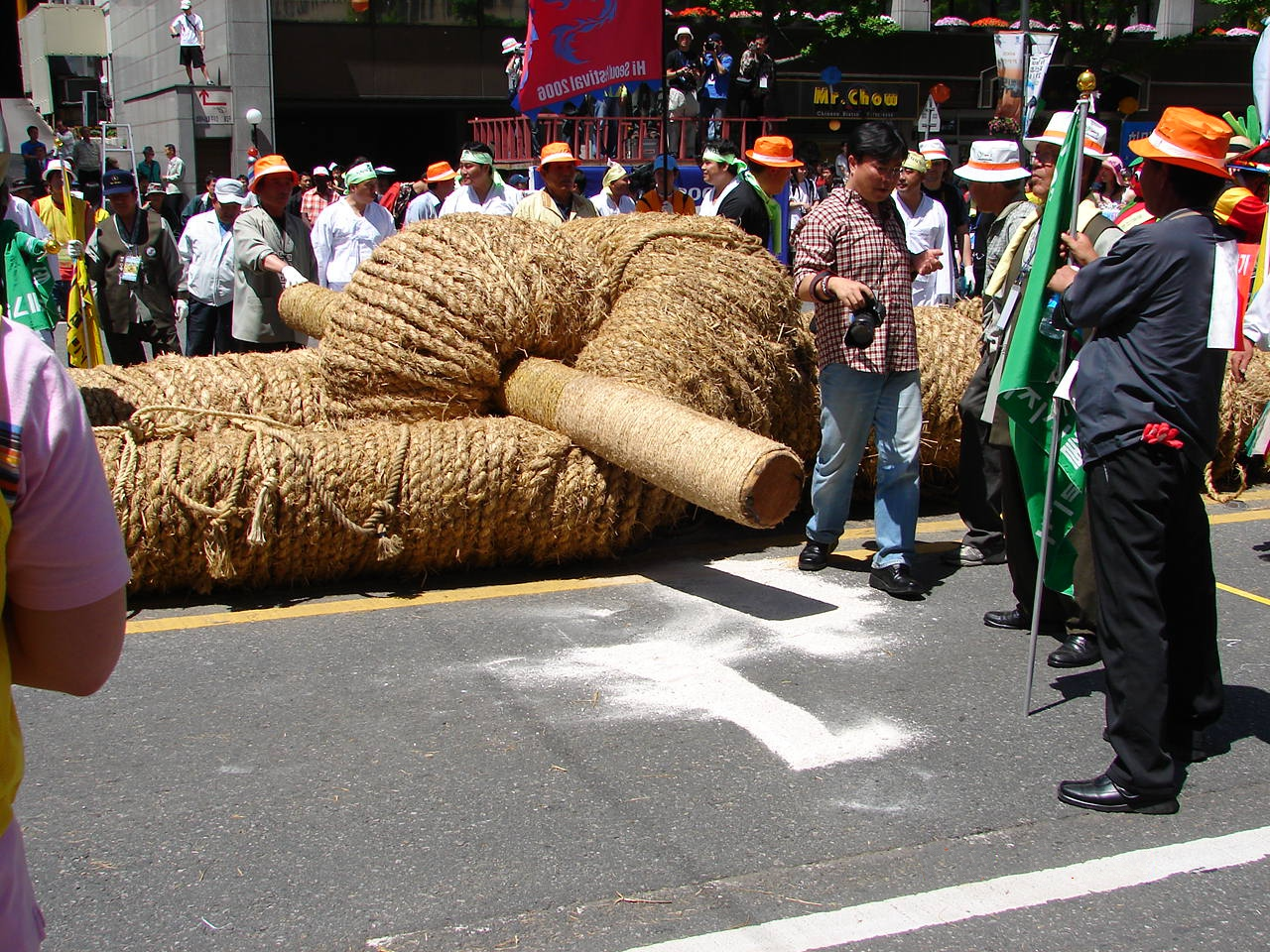
Cuerda de juldarigi anudada alrededor del binyeomok en el Festival Hi! de Seúl

## Importancia cultural
El Juldarigi es una parte importante de varias celebraciones agrícolas, y es un acontecimiento común en el festival lunar Daeboreum .
Como con muchas tradiciones coreanas rurales, el deporte está considerado como precursor de acontecimientos futuros, específicamente cosechas. El resultado de un  concurso ritual entre los dos lados de un pueblo (este y oeste) se veía como un indicador de la abundancia (por ejemplo ) del cultivo de arroz de aquel año, que sería cosechado en  otoño; como resultado, el  juldarigi y  deportes similares son predominantes en las áreas del sur en que se cultiva arroz. Esto se debe a la asociación común en el sudeste de Asia entre dragones (que las cuerdas del juldarigi pretenden recrear) y lluvia; como resultado, el juldarigi y otras ceremonias de juegos de soga también han sido históricamente escenificadas durante periodos de sequía. La conexión de las dos cuerdas utilizadas (con el bucle más pequeño de una cuerda colocado a través del otro bucle más grande) es una reminiscencia de las relaciones sexuales, que también sugiere la asociación del deporte con la fecundidad.

## Equipamiento
Las cuerdas de paja utilizadas en el juldarigi son inmensas, hasta 200 m de  longitud y 1 m de diámetro. Pueden pesar hasta 40 toneladas. Están elaboradas con paja de arroz retorcida; esta elección de material es simbólica, ya que el arroz es el cultivo básico  en las áreas donde el juldarigi es practicado. El proceso de construcción es un acontecimiento comunal, reflejando la naturaleza comunal del cultivo del arroz. Se usan dos cuerdas, una para cada equipo;  están conectadas por una viga de madera o poste conocido como binyeomok, de alrededor tres metros de largo. La cuerda que agarra el equipo oriental se denomina sutjul (Hangul: 숫줄 "cuerda macho") y el equipo occidental sujeta el amjul (Hangul= 암줄"cuerda hembra").  Debido al gran tamaño de las cuerdas, no pueden asirse directamente; los jugadores utilizan unas cuerdas más finas, fijadas a la cuerda principal para que actúen como asideros y desgastar sus extremos para proporcionar puntos de agarre adicionales.

## Ceremonia
La ceremonia que precede la competición empieza alrededor medianoche anterior al festival. Ambas equipos reparan sus cuerdas respectivas y dedican plegarias para su victoria; este rito se conoce como goyu (hangul=고유, hanja=告由). Durante este tiempo, los equipos protegen sus cuerdas, e  impiden a los miembros del equipo adversario que las pisen (se cree que si una mujer pisa la cuerda en este período, concebirá un heredero varón). Los castigos pueden ser severos;  hay registros de una mujer apedreada hasta la muerte a principio del siglo XX por este tipo de infracción. Los equipos se reúnen entonces en el lugar del festival y vuelven a rezar, esta vez por la seguridad y prosperidad del pueblo; también se ofrecen sacrificios a Teojushin, la diosa Tierra. Estos rituales comunitarios se llaman gosa (hangul=고사, hanja=告祀). Al alba, después de la conclusión de estas ceremonias, los dos equipos llevan sus cuerdas al sitio indicado en procesión con banderas y trajes, acompañados por música de percusión. Se desarrolla entonces un debate escenificado sobre la conexión de las dos cuerdas, que tiene simbología sexual; son frecuentes las insinuaciones y gestos obscenos al otro equipo.
Una vez las dos cuerdas están enlazadas juntas alrededor del binyeomok, empieza la contienda, con gran algarabía y aclamaciones de los celebrantes. La competición en sí es corta, con la victoria habitualmente decidida después de un solo tirón (aunque algunas se juega al mejor de tres). Debido a la asociación del occidente y el concepto de fertilidad y fecundidad, el partido es a menudo arreglado para asegurar que el equipo del oeste gane (y así asegurar una abundante cosecha). Después de celebrar en la casa del capitán de su equipo, los ganadores procederán a la casa del capitán del equipo perdedor para ofrecer su compasión; esto a menudo se parece a una procesión de funeral. Ambas cuerdas quedan en poder del equipo ganador, diseccionadas y vendidas; se cree que la paja que se saca de ellas tiene extraordinarias propiedades protectoras o nutricionales.
La versión infantil, conocida como gosat juldarigi (hangul=고삿줄다리기, "juego de la soga de callejón") se juega a menudo  en las calles antes del acontecimiento principal.

## Variaciones regionales
Dos formas de juldarigi de Gijisi (Dangjin) and Yeongsang están reconocidas como Patrimonio Cultural Intangible de Corea. La ceremonia de Yeongsan tiene lugar más tarde que en otros lugares, habiéndose movido del festival de la luna al 1 de marzo a mediados del siglo XX (para conmemorar el Movimiento del 1 de Marzo). En 2009, se acuñó en Corea del Sur una moneda especial de ₩20000 para conmemorar el juldarigi Yeongsan . En Gijisi, donde este deporte se ha practicado desde hace al menos 500 años, la tradicional división este-oeste se reemplaza con la división río arriba-río abajo. Se dice que a forma de ciempiés de la cuerda recuerda la forma en la que los pueblos de la región están situados. Gijisi también acoge un museo dedicado a la práctica del juldarigi.
El festival Miryang Baekjung incluye una modalidad exclusiva de este deporte, llamada gejuldarigi (Hangul: 거미줄다리기) o "juego de  la soga-araña". En esta versión, los participantes están atados con cuerdas a un anillo central y tiran en todas las direcciones.
Juegos similares se conocen en Laos, Camboya y Myanmar, en todos los casos en conexión con la fecundidad y la predicción de abundantes cosechas. La región Kansai, en Japón, también  celebra una ceremonia de este tipo que se cree que fue introducida por inmigrantes coreanos.